# Katalepsy
A Katalepsy nevű orosz brutális death metal együttes 2003-ban alakult meg Moszkvában. 
Pályafutásuk alatt két nagylemezt, egy demót, egy EP-t és két split lemezt jelentettek meg. Albumaikat a Unique Leader kiadó dobja piacra. Korábbi lemezeik a slamming death metal műfajba tartoznak, a későbbi albumaikon viszont technikás/brutális death metalt játszanak.

## Tagok
Jelenlegi tagok
- Igor Filimontszev - ének (2011-)
- Dimitrij Dedov - gitár (2009-)
- Anton Garaszjev - gitár (2008-)
- Anatoli Sisilov - basszusgitár (2005-)
- Evgenij Novikov - dobok (2011-)

## Diszkográfia
- Barbarity / Katalepsy / Smersh / Posthumous Blasphemer (split lemez, 2004)
- Musick Brings Injuries (EP, 2007)
- Triumph of Evilution (EP/split lemez, 2008)
- Your Fear is Our Inhabitancy (demó, 2010)
- Autopsychosis (stúdióalbum, 2013)
- Gravenous Hour (stúdióalbum, 2016)
- Beast of Nod (kislemez, 2019)[1]